# Lester B. Pearson College
Il Lester B. Pearson United World College of the Pacific (Collegio del Mondo Unito del Pacifico) è uno dei quindici Collegi del Mondo Unito (UWC) nel mondo. 

## Storia
Il nome è in onore del Primo ministro del Canada Lester Bowles Pearson, vincitore del Premio Nobel per la Pace nel 1957. La missione del Collegio è quella di promuovere pace, ecosostenibilità e connessione tra culture diverse, riunendo giovani da tutti i ceti sociali, senza dare importanza alla loro condizione economica, in una comunità piccola e isolata. 200 studenti da più di 100 paesi si trovano insieme per condividere le loro esperienze mentre portano a termine la loro educazione secondaria superiore.
Gli studenti del College hanno la possibilità, dopo il diploma, di partecipare al programma Shelby Davis Scholarship (Borsa di Studio Shelby Davis), che sponsorizza gli studi per conseguire un bachelor in molte università statunitensi come l'Università di Princeton, il Colby College, la Columbia University, College of the Atlantic e l'Università Harvard.
Dal 2015, il direttore del Collegio è Désirée McGraw.

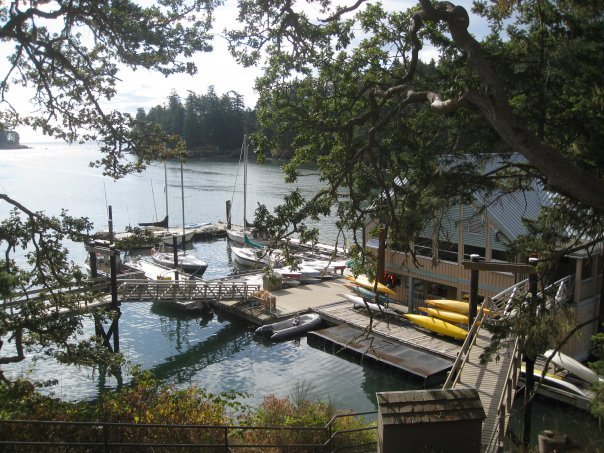
Vista del porticciolo privato del Pearson College.

## Corsi Scolastici e Amministrazione
Il diploma conseguito dagli studenti è il Baccellierato Internazionale (IB), un diploma riconosciuto e approvato da molti stati nel mondo. Agli studenti è anche richiesto di partecipare in servizi di volontariato, attività culturali ed eventi sportivi. Uno degli eventi più importanti dell'anno scolastico è lo show di danza, musica e cultura chiamato "One World" ("Un mondo"), allestito e messo in scena totalmente dagli studenti del Pearson College, che attrae migliaia di spettatori da Victoria e dall'area circostante.

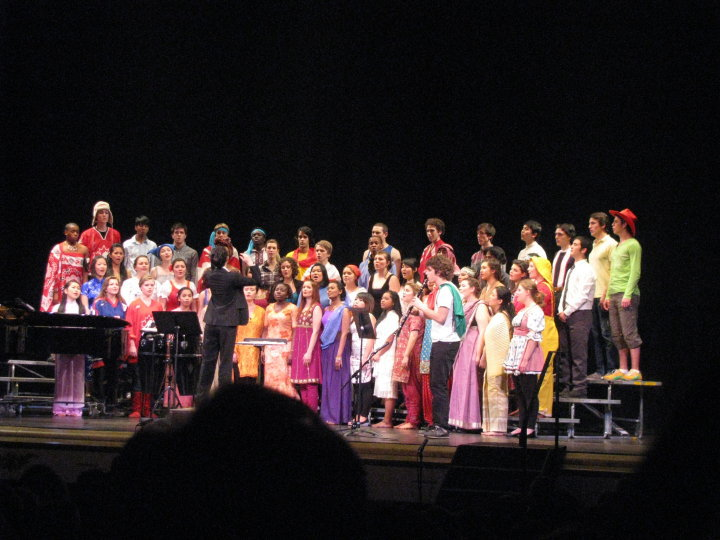
Il coro del Pearson College a One World 2010

### Ammissioni
Con una severa politica di ammissione basata esclusivamente su borse di studio, gli studenti devono competere per ottenere una borsa di studio dalle loro rispettive Commissioni Nazionali dei Collegi del Mondo Unito. Ogni Commissione Nazionale raccomanda indipendentemente gli studenti del proprio paese al Collegio e la loro modalità di selezione varia da paese a paese. I fondi per queste borse di studio provengono da una varietà di organizzazioni, governi e donatori privati. In questo modo, l'accettazione al Collegio è determinata solamente dal proprio merito, e l'ammissione è estremamente competitiva.

## Campus
Il Collegio si trova a 48°20′48″N 123°33′51″W sulle rive della baia Pedder Bay, a poco meno di 40 km da Victoria (Canada) su Vancouver Island. Il Collegio fornisce una locazione perfetta per gli studi ambientali, grazie ai boschi circostanti e alla vicina Area marina protetta di Race Rocks.
Nel campus ci sono 5 residenze in cui vivono tutti gli studenti del Pearson College, così come qualche professore. Altri professori e membri dello staff vivono on-campus, in altre case separate dalle altre. Tutti gli studenti sono divisi, a seconda del loro sesso,su due piani, e vivono in camere condivise da 4 o 5 persone. I pasti sono serviti da una singola mensa al Collegio.
La sua vicinanza alla Baia e all'Oceano Pacifico permette al Collegio di avere molte attività acquatiche. Una serie di barche a vela, kayak, canoe e equipaggiamento per immersioni sono disponibili per gli studenti al porto privato del Collegio.